# Excelsis Dei (The X-Files)
«Excelsis Dei» es el undécimo episodio de la segunda temporada de la serie de televisión de ciencia ficción The X-Files. Se estrenó en Estados Unidos por la cadena Fox el 16 de diciembre de 1994. Fue escrito por Paul Brown y dirigida por Stephen Surjik. El episodio es una historia del «monstruo de la semana», desconectada de la mitología más amplia de la serie. «Excelsis Dei» obtuvo una calificación Nielsen de 8,9, siendo visto por 8,5 millones de hogares en su transmisión inicial. El episodio recibió críticas mixtas de los críticos de televisión; aunque algunos elogiaron los efectos del episodio, otros criticaron la forma en que el programa manejó la violación.
El programa se centra en los agentes especiales del FBI Fox Mulder (David Duchovny) y Dana Scully (Gillian Anderson) que trabajan en casos relacionados con lo paranormal, llamados expedientes X. Mulder cree en lo paranormal, mientras que la escéptica Scully fue asignada para desacreditar su trabajo. En el episodio, Mulder y Scully son llamados para investigar una denuncia de violación hecha por una enfermera en un hogar de ancianos; el caso cae dentro del ámbito de los expedientes X porque el agresor parece haber sido un espíritu incorpóreo.
Surjik preguntó personalmente si podía dirigir el episodio porque era fanático de la serie; este fue su único crédito para la serie. Filmar el episodio fue difícil para el elenco y el equipo debido en gran parte al hecho de que el guion llegó con solo dos días de anticipación para que el elenco y el equipo lo filmaran. Otros problemas surgieron por razones técnicas; una escena requirió inundar un pasillo con 3 300 galones de agua. Muchas de las escenas fueron filmadas en el Hospital Riverview, un centro de salud mental ubicado en Coquitlam, Columbia Británica.

## Argumento
Los agentes Fox Mulder (David Duchovny) y Dana Scully (Gillian Anderson) son llamados a la residencia de ancianos privada «Excelsis Dei» en Worcester, Massachusetts, para investigar la denuncia de una enfermera de que fue violada por una entidad invisible. Severamente magullada, Michelle Charters (Teryl Rothery) afirma que sabe quién fue el responsable y señala a Hal Arden como el atacante, un anciano residente de Excelsis Dei. Cuando le preguntan, Arden admite que le hizo proposiciones sexuales, pero afirma que es inofensivo y que es demasiado mayor para haber hecho algo.
Mientras Mulder y Scully investigan, descubren que un ordenanza malayo está dando ilícitamente a los pacientes una droga a base de hierbas hecha de hongos que cultiva en el sótano del edificio. La droga cura su Alzheimer, pero también les permite ver a los espíritus de las personas que han muerto en la residencia de ancianos y canalizarlos a la existencia. En este estado, los espíritus asaltan y asesinan a los ordenanzas que los despreciaron y los trataron mal mientras eran pacientes. Cuando un paciente toma una sobredosis de la droga, los espíritus atacan una vez más a Charters, atrapándola a ella y a Mulder en el baño, que comienza a inundarse.
Mientras Scully y el médico jefe de la residencia logran detener las convulsiones del paciente, los espíritus desaparecen y la puerta del baño cede, liberando a Mulder y Charters. El gobierno de Massachusetts se hace cargo de las instalaciones y el ordenanza que se las suministraba se entrega a los servicios de inmigración. Los pacientes restantes, que ya no tienen acceso al medicamento, vuelven a su estado previo de demencia.

## Producción

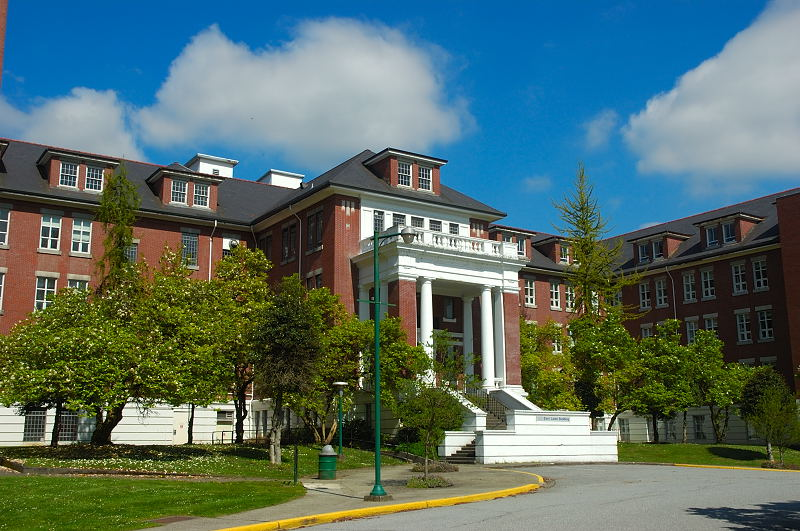
Varias escenas fueron filmadas en el hospital Riverview.

«Excelsis Dei» fue escrito por Paul Brown, su guion final para la serie después del episodio anterior «Ascension». El episodio fue dirigido por Stephen Surjik (su único crédito en la serie), quien se acercó a los productores del programa y solicitó la oportunidad de dirigir un episodio porque era fanático del programa.
La producción de este episodio fue notoriamente difícil, y el libro The Complete X-Files señala que «dio dolores de cabeza al personal, tanto durante el proceso de filmación como de edición». Parte de esto se debió a que el guion se entregó al elenco y al equipo solo dos días antes de que comenzara la filmación. Una parte del episodio que fue descartada durante la etapa de escritura fue una mirada extendida a la vida amorosa de Michelle: originalmente, se la describía explícitamente como lesbiana, y en una breve escena su pareja entra a su apartamento para hablar con ella. El creador de la serie, Chris Carter, finalmente cortó la escena porque sintió que «se sentía gratuito en ese momento».
Muchas de las escenas fueron filmadas en el Hospital Riverview, un hospital psiquiátrico ubicado en Coquitlam, Columbia Británica. Durante la producción en el lugar, varios de los miembros del elenco y el equipo del programa afirmaron que escucharon voces misteriosas y se negaron a «adentrarse en las entrañas del edificio» por temor a que estuviera embrujado. Con el fin de filmar la escena en la que la puerta del baño estalla con agua (una escena que Matt Hurwitz y Chris Knowles llamaron «para morderse las uñas») el supervisor de efectos especiales Dave Gauthier construyó un enorme tanque que inundó el pasillo del plató con 3 300 galones de agua.
El episodio presenta a varias actrices que anteriormente habían tenido papeles en otros episodios de The X-Files. Tasha Simms, quien interpretó a la hija de Stan Phillips en el episodio, había interpretado previamente el papel de la madre de Cindy Reardon en el episodio de la primera temporada «Eve». Sheila Moore, que había aparecido como personaje de fondo en el episodio «Deep Throat» aparece en el episodio como directora del hogar de ancianos.

## Recepción
«Excelsis Dei» se estrenó en los Estados Unidos en la cadena Fox el 16 de diciembre de 1994. Este episodio obtuvo una calificación Nielsen de 8,9, con una participación de 15, lo que significa que aproximadamente el 8,9 por ciento de todos los hogares equipados con televisión y 15 por ciento de los hogares que miraban televisión sintonizaron el episodio. Fue visto por 8,5 millones de hogares.
La recepción crítica del episodio fue mayoritariamente mixta. Entertainment Weekly le dio al episodio una calificación de B-, calificándolo de «poco convencional y lindo». Zack Handlen de The A.V. Club fue más mixto, escribiendo que «el manejo del caso de violación me dejó un mal sabor de boca» y que la resolución fue «un poco confusa». John Keegan de Critical Myth le dio al episodio una crítica mixta y le otorgó un 6/10, y señaló, «En general, este episodio se centró en un concepto muy interesante, pero la ejecución de ese concepto es tan desesperadamente complicada que se pierde en la confusión. Sin embargo, usar la atmósfera inquietante y abusiva de un hogar de ancianos como escenario proporciona escalofríos sin la adición de espíritus siniestros, por lo que a nivel visceral, el episodio funcionó bien». Sarah Stegall otorgó al episodio tres estrellas de cinco y señaló que «podría haber obtenido cinco [estrellas] de cinco», pero que la falta de cierre del episodio y la presencia de demasiadas preguntas sin resolver hicieron que fuera menos de uno de «los mejores episodios». Robert Shearman y Lars Pearson, en su libro Wanting to Believe: A Critical Guide to The X-Files, Millennium & The Lone Gunmen, le dieron al episodio una crítica negativa y lo calificaron con una estrella de cinco. Los dos se refirieron a la entrada como «la versión idiota» del episodio anterior «One Breath». Shearman y Pearson se burlaron de cómo el episodio manejó el elemento de la violación, señalando que «hay una atmósfera agria en todo el proceso», señalando que «solo Scully muestra la más mínima preocupación de que una mujer haya sido agredida sexualmente». Sin embargo, los dos calificaron los efectos de fantasmas como «espeluznantes», pero concluyeron que el guion era «muy estúpido».